# Municipio de Clark (condado de Coshocton)
El municipio de Clark (en inglés: Clark Township) es un municipio ubicado en el condado de Coshocton en el estado estadounidense de Ohio. En el año 2010 tenía una población de 586 habitantes y una densidad poblacional de 8,89 personas por km².

## Geografía
El municipio de Clark se encuentra ubicado en las coordenadas 40°24′30″N 81°56′26″O / 40.40833, -81.94056. Según la Oficina del Censo de los Estados Unidos, el municipio tiene una superficie total de 65.92 km², de la cual 65,88 km² corresponden a tierra firme y (0,06 %) 0,04 km² es agua.

## Demografía
Según el censo de 2010, había 586 personas residiendo en el municipio de Clark. La densidad de población era de 8,89 hab./km². De los 586 habitantes, el municipio de Clark estaba compuesto por el 98,63 % blancos, el 0,85 % eran afroamericanos, el 0,34 % eran amerindios, el 0,17 % eran de otras razas. Del total de la población el 0,51 % eran hispanos o latinos de cualquier raza.